# Tecos Fútbol Club
Il Tecos Fútbol Club, noto semplicemente come Tecos, è una società calcistica messicana di Zapopan, nell'area metropolitana di Guadalajara. Milita nella Serie A de México, la terza divisione del calcio messicano; oltre alla sezione calcistica possiede anche una sezione di pallacanestro.

## Storia
Il club fu fondato nel 1971, 36 anni dopo la nascita dell'università locale, con il nome Club de Fútbol Universidad Autónoma de Guadalajara anche se in seguito divenne noto come Tecos de la U.A.G.. Unitosi alla Federazione calcistica messicana, nella seconda stagione professionistica guadagnò la promozione in Primera A e due anni dopo ragigunse la Primera División. Nella stagione 1993-1994 vinse il suo primo ed unico titolo di campione del Messico battendo in finale il Santos Laguna con il punteggio di 2-1 nella doppia sfida.
Il 25 maggio 2009 venne approvato un piano per il rinnovamento del club. Vennero modificati il nome, che diventò Club Deportivo Estudiantes Tecos, i colori sociali che passarono da bianco-rosso a giallo-rosso e lo stemma sociale, il cui gufo venne mostrato con le ali aperte.
Dopo alcune stagioni poco proficue che portarono alla retrocessione del club, nel 2013 l'Università di Guadalajara confermò la vendita dell'Estudianes Tecos al Grupo Pachuca, già proprietario di Pachuca, León e Real Oviedo, che si pose l'obiettivo di riportare il club nella massima divisione messicana.
Non riuscendo nell'obiettivo prefissato, il 22 maggio 2014 il presidente del Grupo Pachuca annunciò il trasferimento del club dalla sede originaria di Jalisco a Zacatecas, grazie ad un accordo con l'amministrazione locale per avere un club professionistico in città. Sei giorni più tardi il trasferimento divenne ufficiale ed i diritti sportivi passarono al neonato Mineros de Zacatecas, con un nuovo stemma e nuovi colori sociali.
Dopo questo trasferimento, la squadra filiale militante in terza serie rimase a Zapopan con nome e stemma dell'Estudiantes Tecos. Qui disputò la stagione 2014-2015 di Liga Premier, vincendo Coppa e campionato di clausura. Al termine della stagione anche questa filiale si trasferì a Zacatecas comportando lo scioglimento del club originario.
Nell'agosto 2015 famiglia Leaño annunciò di aver acquistato i diritti di immagine del club, ri-fondando così la società che ripartì dalla quarta serie messicana con il nuovo nome Tecos Fútbol Club.

## Cronistoria del nome
- Club de Fútbol Universidad Autónoma de Guadalajara: (1971-2009) Nome ufficiale del club calcistico affiliato all'Universidad Autónoma de Guadalajara, comunemente noto come Tecos de la UAG.
- Club Deportivo Estudiantes Tecos: (2009-2015) Nome assunto dopo l'acquisizione del club da parte del Grupo Pachuca.
- Tecos Fútbol Club: (2015-) Nome assunto dopo la rifondazione del club in seguito alla cessione dei diritti sportivi al Mineros de Zacatecas.

## Rosa 2019-2020
| N. |                    | Ruolo | Calciatore         |
| -- | ------------------ | ----- | ------------------ |
| 1  | Messico (bandiera) | P     | Luis Chávez        |
| 2  | Messico (bandiera) | D     | Cristian Rodríguez |
| 4  | Messico (bandiera) | D     | Diego Hernández    |
| 5  | Messico (bandiera) | D     | Alexis Nuño        |
| 6  | Messico (bandiera) | A     | Jorge Juárez       |
| 7  | Messico (bandiera) | A     | Brandon Chávez     |
| 8  | Messico (bandiera) | C     | Roger Valerio      |
| 9  | Messico (bandiera) | A     | Fernando Haro      |
| 10 | Messico (bandiera) | C     | Nahoshi Lugo       |
| 11 | Messico (bandiera) | C     | José Mares         |
| 12 | Messico (bandiera) | D     | Juan Esqueda       |
| 13 | Messico (bandiera) | P     | Eduardo Santana    |

| N. |                    | Ruolo | Calciatore          |
| -- | ------------------ | ----- | ------------------- |
| 14 | Messico (bandiera) | D     | Luis Guzmán         |
| 16 | Messico (bandiera) | D     | Carlos Lugo         |
| 17 | Messico (bandiera) | D     | José Damián         |
| 18 | Messico (bandiera) | C     | Jean Alonso         |
| 19 | Messico (bandiera) | C     | Omar Vázquez        |
| 20 | Messico (bandiera) | A     | José Ruvalcaba      |
| 21 | Messico (bandiera) | D     | Diego González      |
| 22 | Messico (bandiera) | A     | Jovanni Huerta      |
| 23 | Messico (bandiera) | C     | Christian López     |
| 27 | Messico (bandiera) | A     | Eleuterio Jiménez   |
| 28 | Messico (bandiera) | D     | Daniel Guerrero     |
| 45 | Messico (bandiera) | A     | Rodolfo Castellanos |

## Palmarès

### Competizioni nazionali
- Primera División: 1

1993-1994
- Ascenso MX: 1

2014 (Clausura)
- Liga Premier: 2

1974-1975, 2011 (Série B)
- Tercera División: 1

1972-1973, 2016-2017
- Coppa della terza divisione messicana: 1

2015 (Clausura)

### Competizioni internazionali
- Coppa delle Coppe CONCACAF: 1

1995

### Altri piazzamenti
- Primera División

Secondo posto: 2005 (Clausura)
- InterLiga:

Finalista: 2010